# Prince héréditaire de Monaco
Dans la monarchie monégasque, la dignité de prince ou princesse héréditaire de Monaco est une qualité réservée à l’héritier du trône issu de la descendance du prince souverain de Monaco.
L’attribution du titre, automatique pour le fils aîné du prince régnant, se base actuellement sur l’ordonnance du 29 mai 2002 relative aux statuts de la famille souveraine. 
Depuis le 10 décembre 2014, jour de sa naissance, le prince Jacques, marquis des Baux et fils du prince souverain Albert II, est le détenteur du titre.

## Titulaires
Six membres de la maison princière monégasque ont porté le titre :
1. le prince Albert-Honoré-Charles de Monaco, duc de Valentinois (1882-1889) ;
2. le prince Louis-Honoré-Charles-Antoine de Monaco, duc de Valentinois (1889-1922) ;
3. la princesse Charlotte-Louise-Juliette de Monaco, duchesse de Valentinois (1922-1944) ;
4. le prince Rainier-Louis-Henri-Maxence-Bertrand de Monaco (1944-1949) ;
5. le prince Albert-Alexandre-Louis-Pierre de Monaco, marquis des Baux (1958-2005) ;
6. le prince Jacques-Honoré-Rainier de Monaco, marquis des Baux (depuis 2014).

## Titres et prédicat
Le titre apparaît pour la première fois dans l’ordonnance du 15 mai 1882 édictant les statuts de la famille souveraine ; auparavant, il n’avait pas d’existence juridique officielle, mais pouvait être utilisé par les héritiers directs des princes de Monaco.
Comme pour les titres des princes souverains et ceux des autres membres de la maison, le titre de prince héréditaire de Monaco s’accompagne du prédicat d’altesse sérénissime.
Généralement employé de façon subsidiaire, il est souvent évincé au profit des titres d’Ancien Régime français. Ainsi, les prédécesseurs des princes Rainier III et Albert II faisaient habituellement usage du titre de duc de Valentinois en tant qu’héritiers directs du trône,,. Aussi, Rainier III a attribué au prince héréditaire Albert (actuel prince Albert II) le titre de marquis des Baux, titre marquisal qui rappelle les possessions françaises de la duché-pairie érigée en 1642 par Louis XIII,. En outre, il semble que seul le prince Rainier ait porté le seul titre de prince héréditaire de Monaco après les renonciations de sa mère la duchesse de Valentinois, en 1944.
Actuellement, l’attribution du titre de prince héréditaire de Monaco est régulée par le second alinéa de l’article 2 de l’ordonnance du 15 mai 1882 édictant les statuts de la famille souveraine (révisée par ordonnance le 29 mai 2002), qui stipule que l’ « héritier du prince régnant qui est le plus proche dans l’ordre successoral résultant desdites dispositions est prince héréditaire ».
La Principauté n’a connu qu’une princesse héréditaire, la princesse Charlotte, duchesse de Valentinois, fille légitimée de Louis II, qui a porté le titre en vertu d’une ordonnance signée de son père le 1er août 1922. Ainsi, pour les femmes, le titre doit faire l’objet d’une ordonnance souveraine conformément à l’ordonnance du 15 mai 1882, qui attribue uniquement la qualité à l’« héritier [mâle] du prince régnant ». C’est notamment le cas de la princesse Caroline, qui, malgré le fait qu’elle ait été issue du prince souverain régnant et première dans l’ordre de succession entre sa propre naissance et celle de son frère Albert, n’a jamais été titrée princesse héréditaire, mais a simplement reçu la dignité de princesse monégasque à sa naissance.
Dans le cadre d’un entretien accordé au magazine Point de vue en novembre 2014 sur la future naissance gémellaire, le prince Albert II annonce que « la première ou le premier à voir le jour sera la princesse ou le prince héréditaire, mais s’il devait s’agir d’un garçon et d’une fille, le garçon serait prince héréditaire. » De même, s’appuyant sur le traité de Péronne de 1641, il indique que le prince (ou la princesse) héréditaire portera le titre de marquis (ou marquise) des Baux. L’héritier, le prince Jacques, fils du prince, porte donc ces titres depuis le 11 décembre 2014.

## Armes
| Blason | Blasonnement : Fuselé d’argent et de gueules en trois rangs de cinq pièces. |